# Ciclismo nos Jogos Olímpicos de Verão de 1904
O ciclismo nos Jogos Olímpicos de Verão de 1904 foi realizado em Saint Louis, Estados Unidos. Apenas ciclistas da casa participaram dos sete eventos disputados.
O tempo das provas foi calculado por milhas, tanto no percurso quanto no tempo final dos ciclistas.

## 1⁄4 de milha
| Pos.   | País           | Atletas          |
| ------ | -------------- | ---------------- |
| Ouro   | Estados Unidos | Marcus Hurley    |
| Prata  | Estados Unidos | Burton Downing   |
| Bronze | Estados Unidos | Teddy Billington |

### Primeira fase
Os dois melhores tempos de cada eliminatória avançaram as semifinais.
| Eliminatória 1 |                        |              |
| 1.             | USA Teddy Billington   | 36.0         |
| 2.             | USA Frank Bizzoni      | desconhecido |
| Eliminatória 2 |                        |              |
| 1.             | USA Marcus Hurley      | 35.6         |
| 2.             | USA Frank Montaldi     | desconhecido |
| 3.             | USA Oscar Schwab       | desconhecido |
| Eliminatória 3 |                        |              |
| 1.             | USA Oscar Goerke       | 34.8         |
| 2.             | USA Arthur Andrews     | desconhecido |
| 3.             | USA Fred Grinham       | desconhecido |
| Eliminatória 4 |                        |              |
| 1.             | USA Burton Downing     | 35.2         |
| 2.             | USA Henry Wittman      | desconhecido |
| 3.             | USA Anthony Williamson | desconhecido |

### Semifinal
Os dois melhores tempos de cada semifinal avançaram a final.
| Semifinal 1 |                      |              |
| 1.          | USA Marcus Hurley    | 34.8         |
| 2.          | USA Teddy Billington | desconhecido |
| 3-4         | USA Frank Bizzoni    | desconhecido |
| 3-4         | USA Frank Montaldi   | desconhecido |
| Semifinal 2 |                      |              |
| 1.          | USA Oscar Goerke     | 33.4         |
| 2.          | USA Burton Downing   | desconhecido |
| 3-4         | USA Arthur Andrews   | desconhecido |
| 3-4         | USA Henry Wittman    | desconhecido |

### Final
| Final |                      |              |
| 1.    | USA Marcus Hurley    | 31.8         |
| 2.    | USA Burton Downing   | desconhecido |
| 3.    | USA Teddy Billington | desconhecido |
| 4.    | USA Oscar Goerke     | desconhecido |

## 1⁄3 de milha
| Pos.   | País           | Atletas          |
| ------ | -------------- | ---------------- |
| Ouro   | Estados Unidos | Marcus Hurley    |
| Prata  | Estados Unidos | Burton Downing   |
| Bronze | Estados Unidos | Teddy Billington |

### Primeira fase
Os dois melhores tempos de cada eliminatória avançaram as semifinais. Os nomes de quatro ciclistas que participaram da prova são desconhecidos sendo que Marcus Hurley e Burton Downing estão entre esses ciclistas, mas não se sabe em qual eliminatória competiram.
| Eliminatória 1  |                      |              |
| 1.              | USA Charles Schlee   | desconhecido |
| 2.              | USA Teddy Billington | desonhecido  |
| Eliminatória 2  |                      |              |
| 1.              | USA Oscar Goerke     | desconhecido |
| 2.              | USA Fred Grinham     | desconhecido |
| Eliminatória 3  |                      |              |
| 1.              | USA desconhecido     | desconhecido |
| 2.              | USA desconhecido     | desconhecido |
| 3.              | USA desconhecido     | desconhecido |
| Eliminnatória 4 |                      |              |
| 1.              | USA desconhecido     | desconhecido |
| 2.              | USA desconhecido     | desconhecido |
| 3.              | USA desconhecido     | desconhecido |

### Semifinal
Os dois melhores tempos de cada semifinal avançaram a final.
| Semifinal 1 |                      |              |
| 1.          | USA Teddy Billington | 50.2         |
| 2.          | USA Charles Schlee   | desconhecido |
| 3-4         | USA Oscar Goerke     | desconhecido |
| 3-4         | USA Fred Grinham     | desconhecido |
| Semifinal 2 |                      |              |
| 1.          | USA Marcus Hurley    | 44.2         |
| 2.          | USA Burton Downing   | desconhecido |
| 3-4         | USA desconhecido     | desconhecido |
| 3-4         | USA desconhecido     | desconhecido |

### Final
| Final |                      |              |
| 1.    | USA Marcus Hurley    | 43.8         |
| 2.    | USA Burton Downing   | desconhecido |
| 3.    | USA Teddy Billington | desconhecido |
| 4.    | USA Charles Schlee   | desconhecido |

## 1⁄2 de milha
| Pos.   | País           | Atletas          |
| ------ | -------------- | ---------------- |
| Ouro   | Estados Unidos | Marcus Hurley    |
| Prata  | Estados Unidos | Teddy Billington |
| Bronze | Estados Unidos | Burton Downing   |

### Primeira fase
Os dois melhores tempos de cada eliminatória avançaram as semifinais. Os nomes de dois ciclistas que participaram da prova são desconhecidos sendo que Joel N. McCrea e Oscar Schwab estão entre esses ciclistas, mas não se sabe em qual eliminatória competiram.
| Eliminatória 1  |                        |              |
| 1.              | USA Marcus Hurley      | 1:08.6       |
| 2.              | USA George Wiley       | desconhecido |
| 3.              | USA Arthur Andrews     | desconhecido |
| 4.              | USA desconhecido       | desconhecido |
| Eliminatória 2  |                        |              |
| 1.              | USA A. Fritz           | 1:07.0       |
| 2.              | USA Charles Schlee     | desconhecido |
| 3.              | USA Oscar Goerke       | desconhecido |
| 4.              | USA desconhecido       | desconhecido |
| Eliminatórias 3 |                        |              |
| 1.              | USA Teddy Billington   | 1:18.6       |
| 2.              | USA Henry Wittman      | desconhecido |
| 3.              | USA Anthony Williamson | desconhecido |
| 4.              | USA desconhecido       | desconhecido |
| Eliminatória 4  |                        |              |
| 1.              | USA Burton Downing     | 1:13.6       |
| 2.              | USA Fred Grinham       | desconhecido |
| 3.              | USA Leo Larson         | desconhecido |
| 4.              | USA desconhecido       | desconhecido |

### Semifinal
Os dois melhores tempos de cada semifinal avançaram a final.
| Semifinal 1 |                      |              |
| 1.          | USA Marcus Hurley    | 1:12.8       |
| 2.          | USA George Wiley     | desconhecido |
| 3-4         | USA A. Fritz         | desconhecido |
| 3-4         | USA Charles Schlee   | desconhecido |
| Semifinal 2 |                      |              |
| 1.          | USA Teddy Billington | 1:09.0       |
| 2.          | USA Burton Downing   | desconhecido |
| 3-4         | USA Fred Grinham     | desconhecido |
| 3-4         | USA Henry Wittman    | desconhecido |

### Final
| Final |                      |              |
| 1.    | USA Marcus Hurley    | 1:09.0       |
| 2.    | USA Teddy Billington | desconhecido |
| 3.    | USA Burton Downing   | desconhecido |
| 4.    | USA George Wiley     | desconhecido |

## 1 milha
| Pos.   | País           | Atletas          |
| ------ | -------------- | ---------------- |
| Ouro   | Estados Unidos | Marcus Hurley    |
| Prata  | Estados Unidos | Burton Downing   |
| Bronze | Estados Unidos | Teddy Billington |

### Semifinal
Os dois melhores tempos de cada semifinal avançaram a final.
| Semifinal 1 |                        |               |
| 1.          | USA Marcus Hurley      | 2:34.2        |
| 2.          | USA Oscar Goerke       | desconhecido  |
| 3.          | USA Charles Schlee     | desconhecido  |
| —           | USA Joel McCrea        | não completou |
| Semifinal 2 |                        |               |
| 1.          | USA Burton Downing     | 2:33.0        |
| 2.          | USA Teddy Billington   | desconhecido  |
| 3.          | USA George Wiley       | desconhecido  |
| 4.          | USA Anthony Williamson | desconhecido  |

### Final
| Final |                      |              |
| 1.    | USA Marcus Hurley    | 2:41.6       |
| 2.    | USA Burton Downing   | desconhecido |
| 3.    | USA Teddy Billington | desconhecido |
| 4.    | USA Oscar Goerke     | desconhecido |

## 2 milhas
| Pos.   | País           | Atletas        |
| ------ | -------------- | -------------- |
| Ouro   | Estados Unidos | Burton Downing |
| Prata  | Estados Unidos | Oscar Goerke   |
| Bronze | Estados Unidos | Marcus Hurley  |

| Final |                      |              |
| 1.    | USA Burton Downing   | 4:57.8       |
| 2.    | USA Oscar Goerke     | desconhecido |
| 3.    | USA Marcus Hurley    | desconhecido |
| 4.    | USA Teddy Billington | desconhecido |
| 5-13  | USA Charles Schlee   | desconhecido |
| 5-13  | USA desconhecido     | desconhecido |
| 5-13  | USA desconhecido     | desconhecido |
| 5-13  | USA desconhecido     | desconhecido |
| 5-13  | USA desconhecido     | desconhecido |
| 5-13  | USA desconhecido     | desconhecido |
| 5-13  | USA desconhecido     | desconhecido |
| 5-13  | USA desconhecido     | desconhecido |
| 5-13  | USA desconhecido     | desconhecido |

## 5 milhas
| Pos.   | País           | Atletas           |
| ------ | -------------- | ----------------- |
| Ouro   | Estados Unidos | Charles Schlee    |
| Prata  | Estados Unidos | George E. Wiley   |
| Bronze | Estados Unidos | Arthur F. Andrews |

Os nomes de quatro ciclistas são conhecidos. Cinco não completaram a prova, mas o número total de participantes na prova é desconhecido.
| Final |                        |               |
| 1.    | USA Charles Schlee     | 13:08.2       |
| 2.    | USA George Wiley       | desconhecido  |
| 3.    | USA Arthur Andrews     | desconhecido  |
| 4.    | USA Julius Schaefer    | desconhecido  |
| ?     | ciclista desconhecidos | -             |
| —     | USA Teddy Billington   | não completou |
| —     | USA Burton Downing     | não completou |
| —     | USA Oscar Goerke       | não completou |
| —     | USA Marcus Hurley      | não completou |
| —     | USA Joel McCrea        | não completou |

## 25 milhas
| Pos.   | País           | Atletas           |
| ------ | -------------- | ----------------- |
| Ouro   | Estados Unidos | Burton Downing    |
| Prata  | Estados Unidos | Arthur F. Andrews |
| Bronze | Estados Unidos | George E. Wiley   |

| Final |                        |               |
| 1.    | USA Burton Downing     | 1:10:55.4     |
| 2.    | USA Arthur Andrews     | desconhecido  |
| 3.    | USAGeorge Wiley        | desconhecido  |
| 4.    | USA Samuel LaVoice     | desconhecido  |
| —     | USA Teddy Billington   | não completou |
| —     | USA Oscar Goerke       | não completou |
| —     | USA Marcus Hurley      | não completou |
| —     | USA Julius Scheafer    | não completou |
| —     | USA Charles Schlee     | não completou |
| —     | USA Anthony Williamson | não completou |

## Quadro de medalhas do ciclismo
| Ordem | País               | Medalha de ouro | Medalha de prata | Medalha de bronze |    |
| ----- | ------------------ | --------------- | ---------------- | ----------------- | -- |
| 1     | USA Estados Unidos | 7               | 7                | 7                 | 21 |